# Brence
Brence je priimek v Sloveniji, ki ga je po podatkih Statističnega urada Republike Slovenije na dan 1. januarja 2010 uporabljalo 291 oseb in je med vsemi priimki po pogostosti uporabe uvrščen na 1.363. mesto.

## Znani nosilci priimka
- Andrej Brence (*1954), etnolog, muzealec
- Janez Brence (1818—1870), duhovnik, narodni delavec, publicist, sadjar
- Jernej Brence (1820—1882), duhovnik, narodni buditelj in organizator
- Jernej Brence (*1965), violinist, glasbeni pedagog in organizator
- Ljudevit (Ludvik) Brence (1875–1971), finančni uradnik, planinski organizator (Maribor)
- Matej Brence - Nivalis / Silvanus (1856—1887), pisatelj, urednik